# 오티스 스팬
오티스 스팬(Otis Spann, 1930년 3월 21일 ~ 1970년 4월 24일)은 미국의 블루스 뮤지션으로, 그들은 많은 사람들이 그 사람들을 이끌어 가는 시카고 블루스 피아니스트라고 생각한다.

## 같이 보기
- 시카고 블루스